# Regionalbahn

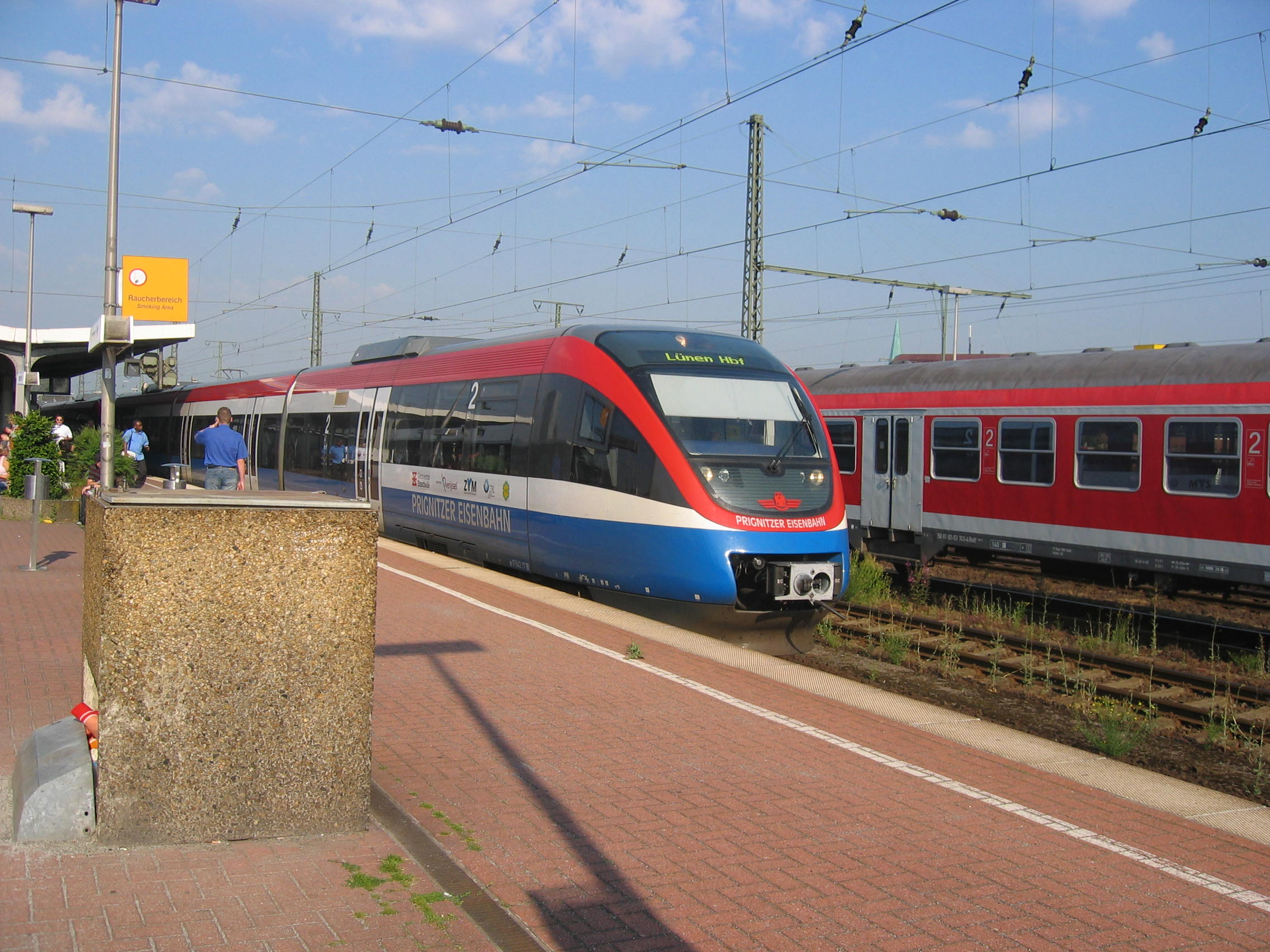
RB51 на вокзале Дортмунда

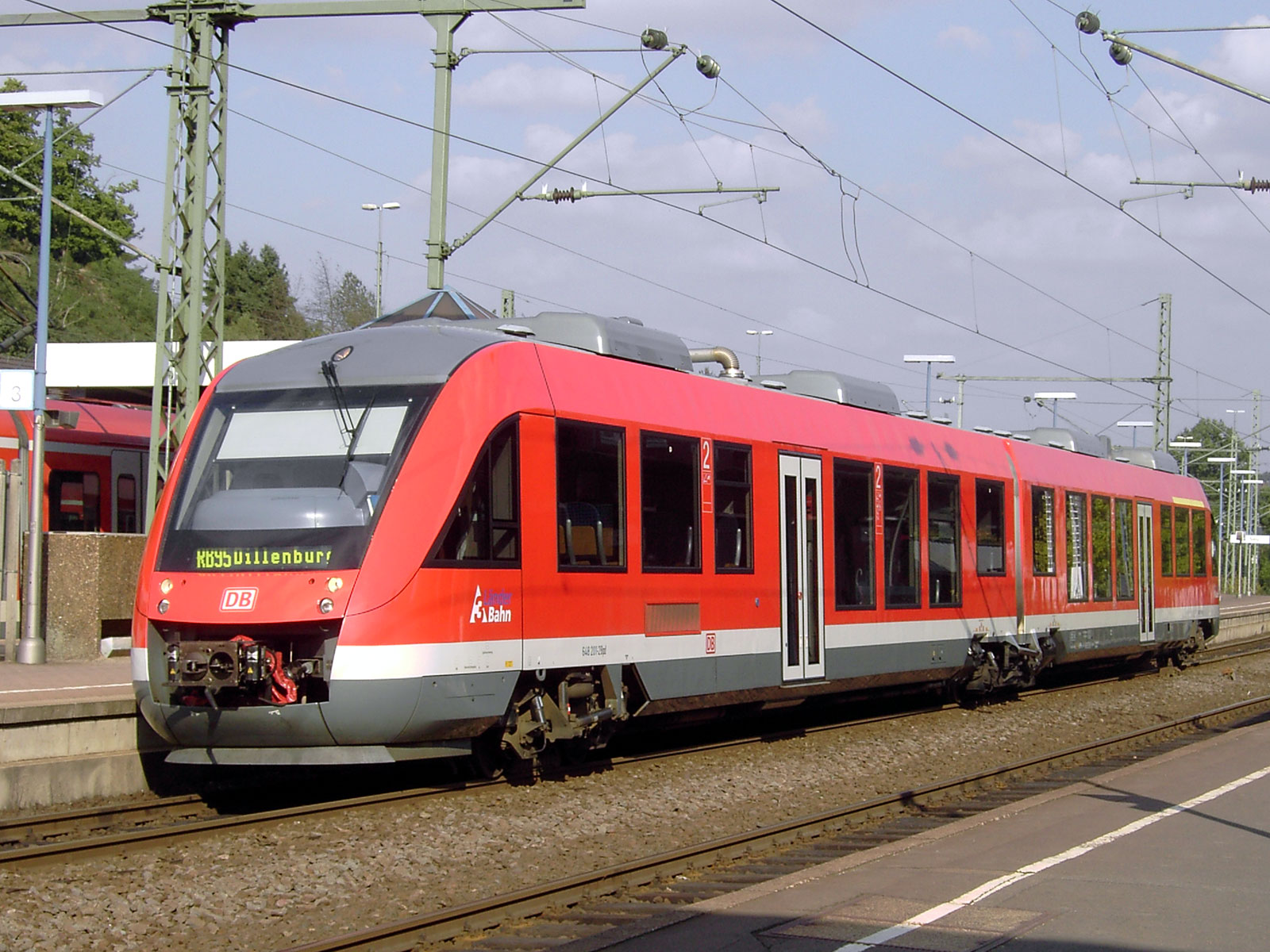
RB95 на станции Ау

Regionalbahn (RB, ранее RegionalBahn) — категория железнодорожных поездов в Германии, заменившая пригородные поезда категории N и P. RB представляет собой поезд местного сообщения, обычно останавливается на всех станциях, имеющихся на пути следования, только в случае сопряжения с сетью S-Bahn пропускает мелкие остановки. В большинстве случаев RB является более медленным транспортом, чем Regional-Express, поезда которого останавливаются только на крупных станциях. Такт движения RB согласован с расписанием Regional-Express для обеспечения пересадок.
В законодательстве Германии также используется термин Regionalbahn, однако, там он обозначает организацию, обеспечивающую перевозки в региональных транспортных сетях.
На большинстве второстепенных линий Regionalbahn является единственным средством передвижения. В последние годы такие маршруты часто передавались частным железным дорогам, так как могут обслуживаться и при наличии небольшого парка подвижного состава. Иногда некоторые остановочные пункты по пути следования Regionalbahn объявляются остановками «по требованию», о чём пассажиры дополнительно оповещаются при помощи внутренней связи. До 2012 года, название Regionalbahn (как и Regional-Express) использовалось исключительно поездами DB Regio AG. Частные перевозчики использовали обычно имя компании в качестве торгорой марки: metronom (Me), Erfurter Bahn (EB) или Süd-Thüringen-Bahn (STB). С декабря 2012 года частные компании получили право использовать термин Regionalbahn для именования своих поездов.
На большинстве магистральных линий Regionalbahn курсируют вместе с Regional-Express, которые останавливаются только на крупных станциях. В таких случаях RB часто обслуживают достаточно длинные маршруты (например RB Халле-Айзенах — 165 км).
В отличие от поездов дальнего следования, в RegionalBahn не всегда есть проводник. В таких случаях выборочный контроль оплаты проезда осуществляется внешней службой. Цены на проезд — аналогичны RE.
Маршруты обслуживаются небольшими составами, часто уступающими по вместимости городскому трамваю. Даже на электрифицированных линиях нередко используются дизельные «рельсовые автобусы». Один из наиболее распространённых типов подвижного состава — Siemens Desiro Classic.
Аналогами Regionalbahn являются Regionalzug в Австрии, Regio в Швейцарии, Stoptrein в Нидерландах.